# Iva Prandzjeva
Iva Prandzjeva (Bulgaars: Ива Колева Пранджева) (Plovdiv, 15 februari 1972) is een atleet uit Bulgarije.
Bij de Wereldkampioenschappen indooratletiek 1995 behaalde ze zilver op de hink-stap-sprong.
Op de Olympische Zomerspelen van Atlanta in 1996 nam Prandzjeva deel aan de onderdelen verspringen en hink-stap-sprong.
- World Athletics: 14268582